# Бразилска мелодия
„Бразилска мелодия“ е криминален роман на българския писател Богомил Райнов.
Романът е публикувана от издателство „Държавно военно издателство“, София, през 1969 г. в поредицата Библиотека „Героика и приключения“, с илюстрации от художника Владимир Коренев. Книгата е с формат: Формат: 25 см. Тираж: 20 925 бр. Страници: 128 с.

## Сюжет
Внимание:  Текстът по-долу разкрива сюжета на произведението (или части от него)!

## Последващи издания на български език
- 1970: „Бразилска мелодия“, като част от сборника „Три срещи с инспектора“, София, изд. Български писател, 398 с.

## Преводи на чужди езици
на немски език
- 1975: „Brasilianische Melodie“, Berlin, изд. Verlag Neues Leben, обем: 161 стр., формат в мм.: 180x105, илюстрации: Пол Роси.

на руски език
- 1972: „Бразильская мелодия“, публикуван в списание „Неман“ №№ 3 – 4 за 1972 г.  Архив на оригинала от 2020-06-29 в Wayback Machine.
- 1972: „Бразильская мелодия“, превод: В. Никифорович.
- 1976: „Бразильская мелодия“, публикуван в списание „Смена“ №№ 16 – 20 за 1976 г., превод: Евгения Стародуб  Архив на оригинала от 2020-06-29 в Wayback Machine.
- 1981: под името „Инспектор Антонов рассказывает“, превод М. Крыстев, В. Викторов.
- 1995: „Бразильская мелодия“, като част от сборника „Три встречи с инспектором“, Москва: изд. Канон, 1995 г., серия: Большая библиотека криминального романа, тираж: 29000 экз., ISBN 5-88373-039-6, твърда корица, формат: 84x108/32 (130x200 мм), стр.560, художник: Б. Сопин, превод: В. Викторов.

на украински език
1974: „Бразилійська мелодія“, Київ, изд. „Радянський письменник“, художник: В.В.Руденко, превод: Юрій Чикирисов.

## Екранизации
- 1974: „Бразилска мелодия“ – български двусериен телевизионен игрален филм на режисьора Милен Гетов по сценарий на Богомил Райнов, Оператор е Христо Вълев. Музиката във филма е композирана от Иван Игнев.